# Mnais gregoryi
Mnais gregoryi – gatunek ważki z rodziny świteziankowatych (Calopterygidae). Występuje w Chinach, Wietnamie i Laosie.